# Limonium braunii
Espèce
Statut de conservation UICN

 EN B1ab(ii)+2ab(ii) : En danger
Limonium braunii est une espèce de plantes à fleurs de la famille des Plumbaginaceae. C'est une espèce endémique du Cap-Vert.
Comme Limonium jovi-barba et Limonium brunneri, elle est connue localement sous le nom de « carqueja ».
Elle est surtout présente sur les côtes rocheuses septentrionales et les zones caillouteuses de Santo Antão,  São Nicolau, Fogo et Brava.

## Numismatique
Limonium braunii figure sur l'avers de la pièce de 20 escudos frappée par la République du Cap-Vert en 1994.